# Masataka Imai
Masataka Imai (født 2. april 1959) er en japansk fodboldspiller. Han var i perioden 2001 træner for Filippinernes fodboldlandshold.